# ビューディンゲン

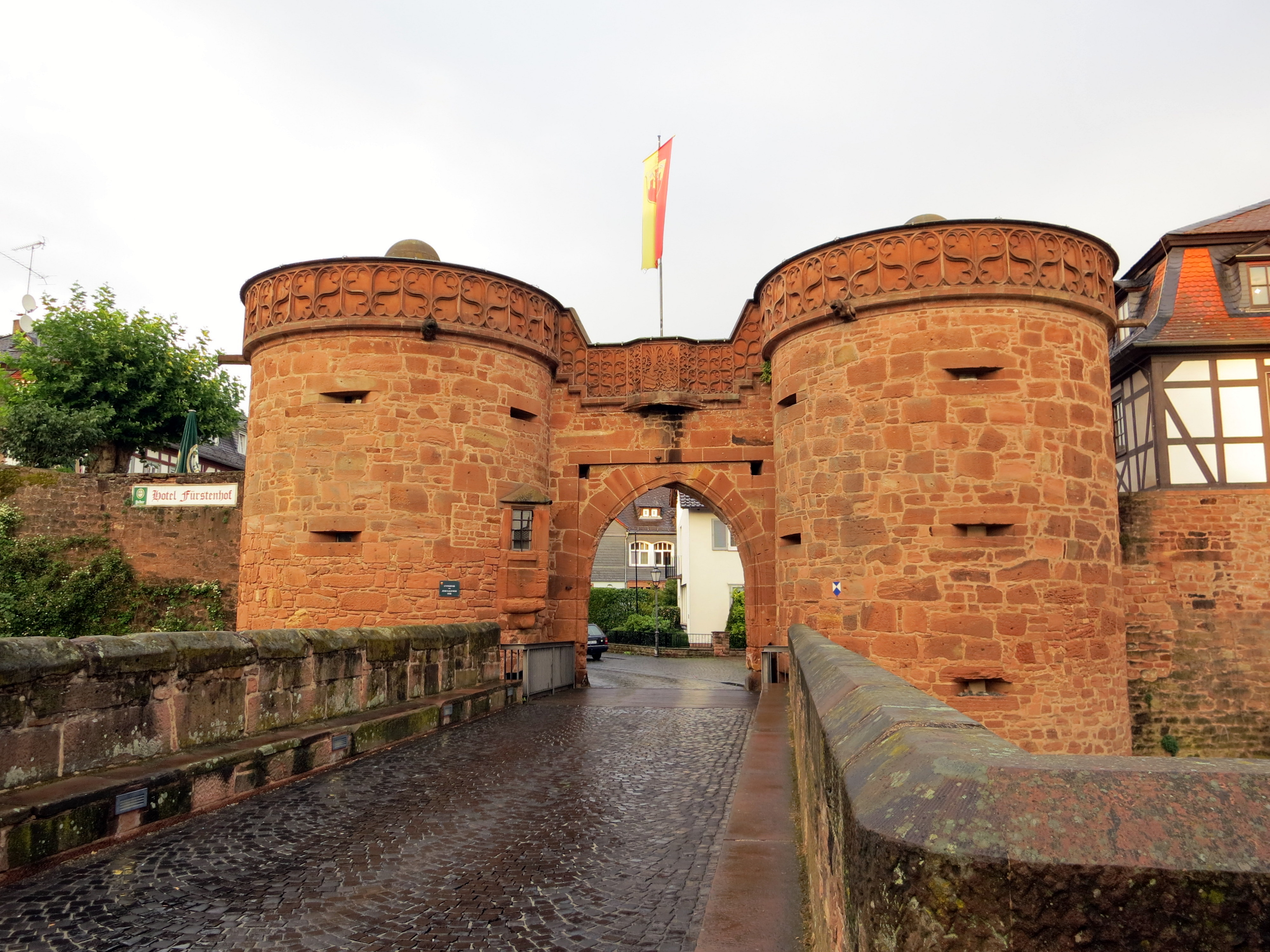
ビューディンゲンには都市防衛施設がほぼ完全に遺されている。写真はそのうちのウンタートーア（イェルサレルム門）

ビューディンゲン (ドイツ語: Büdingen, ドイツ語発音: [ˈbyːdɪŋən]) は、ドイツ連邦共和国ヘッセン州ヴェッテラウ郡に属す市である。ライン＝マイン地方の東端、ヴェッテラウ郡の南東部に位置する。1972年までは同名の郡の郡庁所在地であった。ビューディンゲンは、ヴェッテラウがフォーゲルスベルク山地に至る移行部にあたるゼーメンバッハ川沿いの森の豊かな地域に位置している。本市は、城館を有する中世の趣を遺す旧市街で全国的に知られている。この旧市街はヨーロッパでも良好に保存されている中世都市の一つに数えられる。ビューディング市の面積は 122 km2 で、本郡最大、ヘッセン州でも最も広い都市の一つである。

## 地理

### 位置
ビューディンゲンは、ヴェッテラウ東部、フォーゲルスベルク山地の麓の海抜 160 m に位置している。ゼーメンバッハ川沿いの本市は、バルバロッサ都市ゲルンハウゼンの北西 15 km、ハーナウの北 25 km、フランクフルト・アム・マインの北約 35 km にあたる。中核市区の東部はビューディンゲンの森に接している。ビューディンゲンの南側は、ビューディンゲン＝メーアホルツ丘陵を境とする。また、本市はドイツ木組みの家街道やドイツ観光街道アルプス＝バルト海ルートに面している。

### 隣接する市町村
ビューディンゲンは、北はケーフェンロート（ヴェッテラウ郡）、東はヴェヒタースバッハ、南はグリュンダウおよびロネブルク、南西はハンマースバッハ（以上4市町村はマイン＝キンツィヒ郡）およびリーメスハイン、西はアルテンシュタットおよびグラウブルク、北西はオルテンベルク（以上4市町村はヴェッテラウ郡）と境を接している。

### 地質学
ビューディンゲンは湿った泥土状の谷に位置している。このため、城館と旧市街はブナの柱を立て、何百年も経たオークの板を張った地盤によっている。地下水面は常に高い位置にあり、これにより地下構造物は空気に触れることがない。

### 市の構成
1972年以降、ビューディンゲン市には以下の16市区が属している: アウレンディーバッハ、ビューヒェス、ビューディンゲン、カルバッハ、ディーバッハ・アム・ハーク、デューデルスハイム、ドゥーデンロート、エッカーツハウゼン。ローアバッハ、ミヒェラウ、オルレスハウゼン、リンダービューゲン、ロールバッハ、フォンハウゼン、ヴォルフ、ヴォルファーボルン。
これと同時にビューディンゲン郡は廃止され、ビューディンゲンはヴェッテラウ郡に編入された。ビューディンゲンがヴェッテラウ郡に編入されたことを、市民は、当時も現在も快く思っていない。郡庁所在地フリートベルク (ヘッセン)への公共交通機関によるアクセスが現在でも不便であることが、こうした反感をさらに助長している。

## 歴史

### ビューディンゲンという地名の由来
「ビューディンゲン」という地名の由来は、最終的に明らかになってはいない。地名研究家たちは、推測として 2つの仮説を述べている: 幾人かの研究者は、王の裁判所（ティング(Thing）を意味する budingun に由来するとしており、別の研究者らは Buodo の子孫を意味する Buodingen が起源であるとしている。
遅くとも1131年から登場する「フォン・ビューディンゲン」を名乗る一族がどこからやって来たかもはっきりしていない。しかし、その祖先がヴェッテラウに多くの資産を有する高位貴族であったことは確かである。この原ビューディンゲン住民は、シュタウフェン家の忠実な信奉者であった。フォン・ビューディンゲン家は、聖界諸侯のマインツ大司教とフルダ修道院との関心がせめぎ合う、ヘッセン方伯領に接するヴェッテラウ地方のほぼ中央付近に勢力を有していた。ビューディンゲン領主家は何世紀もの間、主権を拡大しようとする両勢力のバッファー的存在であった。

### 年代記
紀元前の早い時期にはすでに、ビューディンゲン周辺で入植がなされていた。広い地域のケルト人入植地を示す証拠としては、グラウベルクで発見された考古学上極めて重要な紀元前5世紀の出土品がある。ヒルツェンハインやリンダービューゲンの出土品同様、褐鉄鉱が用いられている。260年から500年までアレマン人が住んだ後、メロヴィング朝時代には別の入植地が形成された。
700年頃ビューディンゲン＝グローセンドルフに、名称不明の土地領主の木造のプライベートな礼拝堂として、聖レミギウス教会が建設された。847年、ヴォルムス司教年代録に「ビューディンゲン」という地名が登場するが、これがどこのビューディンゲンを指しているかは定かではない。聖レミギウス教会は、1050年頃（年輪年代学による推定）に現在の姿に増改築された。
1131年に領主「フォン・ビューディンゲン」(Gerlacus et frater eius Ortswinus de Buedingen) が初めて文献に登場する。ハルトマン1世フォン・ビューディンゲンは、1170年にゲルンハウゼン宮廷の代官および城伯となっている。ビューディンゲン「村」は、1206年に初めて文献に記録されている。ビューディンゲン貴族家は、ゲルラハ2世の死によって1240年から1247年までの間にその男系家系が断絶した。

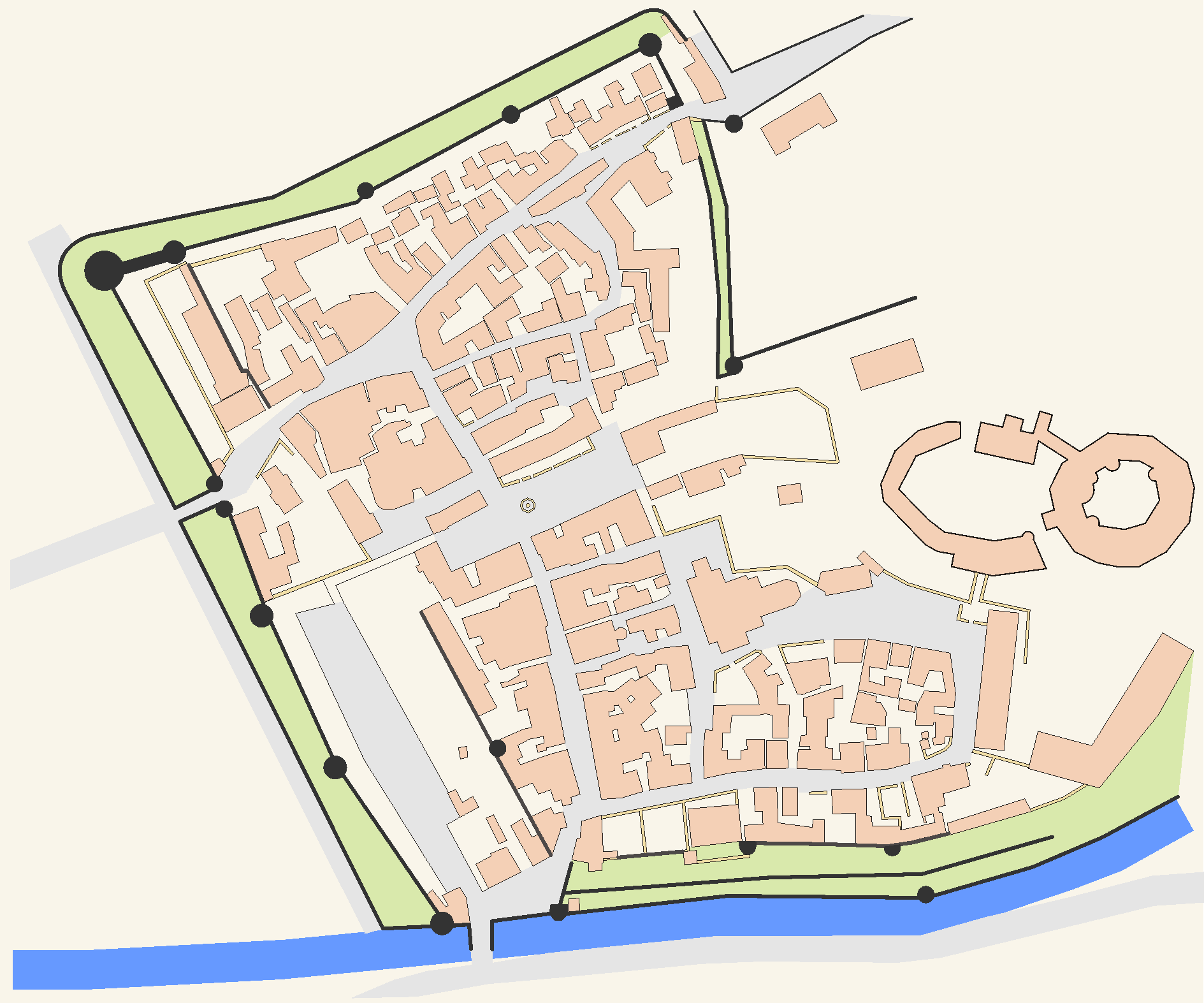
ビューディンゲン旧市街地図

その相続人は娘婿に当たるフォン・ホーエンローエ＝ブラウネック家、フォン・イーゼンブルク＝ケンペニヒ家、フォン・トリムベルク家、フォン・ブロイベルク家、フォン・イーゼンブルク家であった。このうち、フォン・イーゼンブルク家がビューディングの所領から下の共同相続人を排除することに成功した。1259年、ビューディング裁判所が初めて記録された。1330年7月26日に皇帝ルートヴィヒ4世はビューディンゲンの領主ルター・フォン・イーゼンブルクにこの街の市場開催権を授けた。
1353年、ビューディンゲンの領主ハインリヒ2世は、ビューディンゲン市に特許状を発行した。それはこの都市の自衛権を認め、防衛軍を組織することを許可するものであった。ビューディンゲンの射撃クラブは、その歴史にこの創設の日付を刻んでいる。
1442年にビューディンゲン領主家は伯に昇格した。1578年、皇帝ルドルフ2世はビューディンゲン伯に「喜び呼ばわれの主日の市場」開催権を授けた。
1480年から1510年までの間にルートヴィヒ2世伯は古い市壁の前に新たに堅牢な市壁帯を設け、22本の塔と Halbschale（半円形の堡塁？）を装備した。この市壁は現在も完全に保存されており、ドイツで最も重要な中世後期の防衛施設の一つとなっている。
1521年のヴォルムス帝国会議後、マルティン・ルターはアイゼナハへ亡命する途上ビューディンゲン地方を通り、イーゼンブルク家の歓待を受けたと、推測される。なぜなら、ビューディンゲン家と、「cuius regio, eius religio」（領主の信仰がその領民の信仰となる）の原則に従いその領民は、すでにこの年にプロテスタントに改宗していたからである。ドイツにおける宗教改革運動の高まりとともに、この街は後にカルヴァン主義に再度改宗した。
1576年、ペストが多くの住民の命を奪った。1632年にも再びペストがこの街を襲った。1590年には大火が起こり、48棟の住宅と納屋や家畜小屋が焼失した。

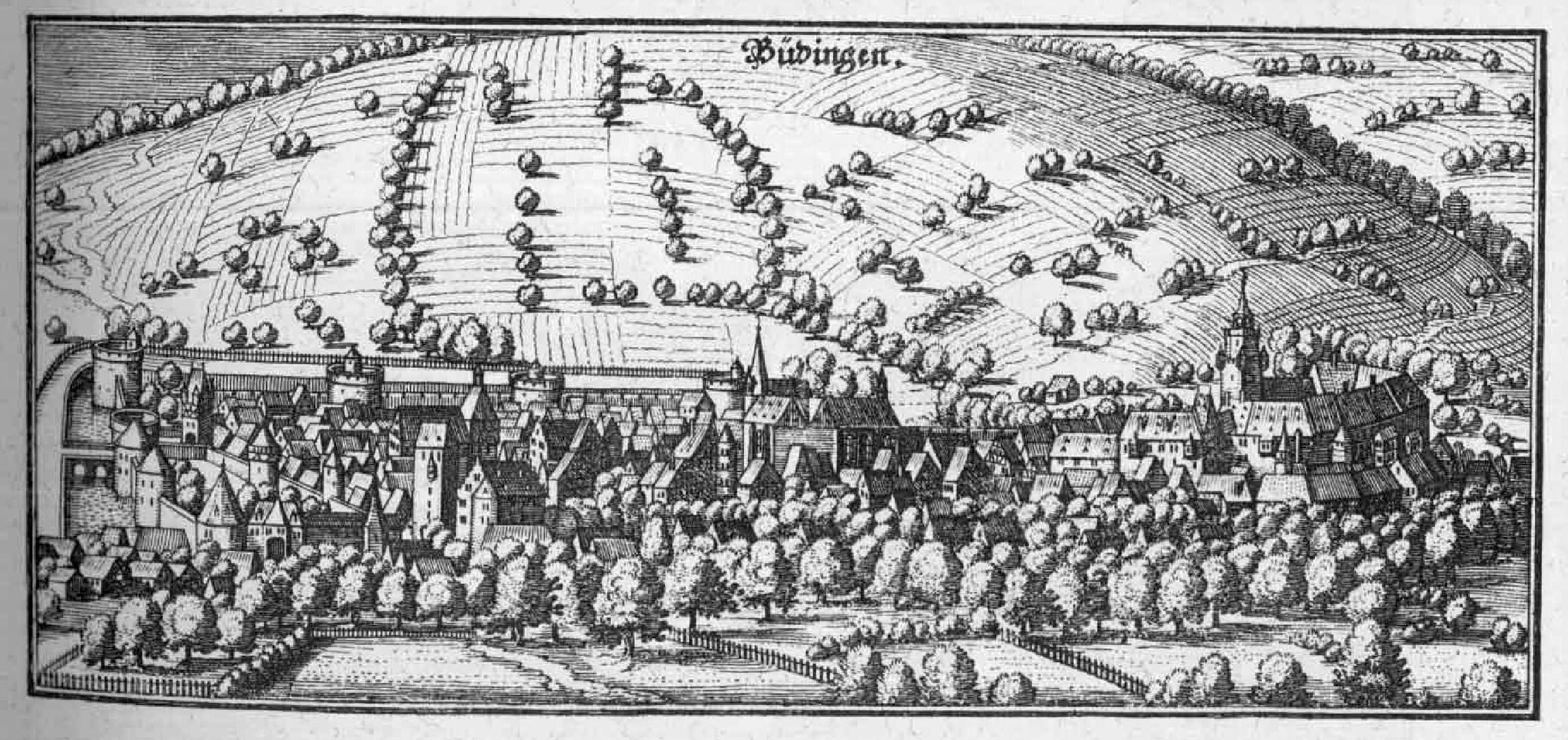
1655年に出版されたマテウス・メーリアンの銅版画に描かれたビューディンゲン

1634年、皇帝の軍隊（クロアチア軍）がビューディンゲンを占領し、スウェーデン軍は追いやられ、街中に悪事がはびこった。市民は殺害され、多くの家屋が焼き払われた。
1601年、ヴォルフガング・エルンスト伯はラテン語学校を設立した。現在のヴォルフガング＝エルンスト＝ギムナジウムである。宗教寛容法によりエルンスト・カジミール1世伯は、1712年にビューディンゲンを増強することを決めた。その後1724年までにウンタートーア（イェルサレム門）の前に城外都市を建設し、そこにユグノー派、ヴァルド派、インスピレーショナリストなど他の地域からの宗教難民が住み着いた。
1806年にイーゼンブルク＝ビューディンゲン伯領はイーゼンブルク＝ビルシュタイン侯領に併合された。1816年のウィーン会議でイーゼンブルク侯領は、ヘッセン＝ダルムシュタット大公国とヘッセン＝カッセル選帝侯領に分割され、ビューディンゲンはヘッセン＝ダルムシュタット大公国領となった。エルンスト・カジミール3世伯は、1840年に大公の指示により世襲の侯に昇格された。
1822年にヘッセン＝ダルムシュタット大公国の行政と司法が分離された。ビューディンゲンは、ビューディンゲン地方裁判所管区の本部所在地となった。これは後のビューディンゲン郡の起源であった。ヘッセン＝ダルムシュタット大公国は1828年にプロイセンと関税同盟を締結したが、この商取引はビューディンゲンと境を接するヘッセン＝カッセル選帝侯によって妨げられた。ビューディンゲンが属す州の住民は困窮し、物価の高騰、物品購入税、職場の欠如、安い賃金、高い税金、警官や行政の横暴に怒りを募らせた。ヘッセン政府は自分たちの利益を護るために、芽生えかけた暴動を押さえ込むべく軍事司令部をビューディンゲンに移し、60人の軍勢が直ちにこの街に配備された。1830年、ビューディンゲンで関税一揆が起こった。9月30日の夜に 2,000人の武装した農民が市門の前に集まり、通行を要求した。市の行政府は初めこれを拒絶していたが、「反乱者」の数がどんどん増加したため開門した。農民たちは税関を破壊し、書類を焼却し、夕方前に引き上げた。数日後ブッツバッハの竜騎兵が「一味」を追い詰め、暴動に参加した農民を追放した。
1839年に手工業学校（後の実業学校）が創設された。1867年から1868年にマチルデンホスピタルが建設された。1879年には「フォアシュシュ・ウント・クレディートカッセ」（現在の国民銀行）が設立された。
1739年からビューディンゲンとフランクフルト・アム・マインとの間の郵便連絡が成立した。週に1回郵便馬車が、週に2回馬に乗った配達夫が利用できた。1869年から1870年に鉄道ビューディンゲン – ゲルンハウゼン線が建設された。1879年に、体育館や校長宿舎を有する新しいギムナジウムが建設された。1888年から1895年までの間に市は水道網を建設し、一部で下水工事も始めた。1910年には、市営のガス工場が建設された。1913年、ビューディンゲンに電灯が点った。
1911年、ブルーノ通りに新しい国民学校が建設された。農家の購入・販売協同組合の創立は1920年であった。1965年には市立図書館を含む市民会館が完成した。
1936年からビューディンゲンは軍事都市となった。クリューガー兵舎が建設されたのである。ここには第3機関銃大隊、第15機甲守備部隊、第二次世界大戦中には第9機甲守備補充部隊が配備された。1945年から2007年までこの兵舎は、アームストロング兵舎として、アメリカ軍の第3機甲師団をはじめとするアメリカ軍のさまざまな部隊に利用された。この兵舎の最後の部隊として、アメリカ陸軍第5軍団第1装甲師団（ハーナウ）第4旅団第1装甲機動連隊第1戦車中隊の約620人の兵士と900人以上の家族が2007年半ばにビューディンゲンから去っていった。

### 魔女裁判
- 1532年から1699年までの間（ピークは1633年から1653年）に、数多くの魔女裁判が行われ、485人が妖術を使ったとの名目で告発された。400人以上が処刑されたことで、この小さなビューディング伯領は、魔女狩りの中心地域の一つとされている[4]。ビューディンゲンの市議会は、2012年10月12日に魔女裁判の犠牲者の名誉を回復した[5]。
- 1564年にヴェヒタースバッハのファウルハーバー家の女性がビューディンゲンで魔女として告発された。ゲオルク・フォン・イーゼンブルク＝ビューディンゲンはこのファウルハーバー家の女性を拷問にかけるよう命令した。彼女は、関節が砕けボロボロの体になっても拷問に抵抗して、沈黙を守ることで告発の連鎖を断ち切った[6]。
- イーゼンブルクの宮廷説教師アントン・プレトリウスは魔女裁判や拷問に対して激しい批判を行い、1597年に一人の女性を拷問室から解放することに成功した。彼は、1598年に『魔法と魔術に関する徹底報告』を著し、その闘争を続けている[7]。

### 国家社会主義の時代
ビューディンゲンでは、国家貿易分野で個人的にそれに携わり、国家社会主義独裁体制下で有名であった人物が、一部は戦後にも残っていた。市立文書館にはこの時代の文献に明らかな欠落があり、1960年代の郡の行政活動に関する文書がほとんど破棄されてしまっていることが、この時代の研究を困難なものにしている。本市と、当時は独立した自治体であった現在の市区では、1933年にはすでにナチ党による権力掌握が行われており、たとえば、アドルフ・ヒトラーを名誉市民に任命している。また、様々な市区で通りの名前が、ナチ党指導者にちなんだ名称に改名されてもいる。現在のベルリナー通りはアドルフ＝ヒトラー通り、マッケンゼン通りはヘルマン＝ゲーリング通りといった具合であった。ビューディングのハンス・ハントヴェルク（1916年 – 1932年フランクフルト・アム・マインでの市街戦で射殺された）やヨーゼフ・ブレーザー（1933年2月28日フランクフルトのカジーノ通りで射殺された）も、国家社会主義運動の殉教者として栄誉をたたえられ、通りの名前となった。
ビューディンゲンでは、1933年から1938年まで、ユダヤ人やユダヤ教施設に対する侵害が行われた。1938年に最後のユダヤ人がビューディンゲンを去って、移住していった。1938年11月9日の夜にビューディンゲンの突撃隊機動襲撃班がデューデルスハイムに現れ、デューデルスハイム在住の支持者がこれに付き従った。計画的な集団迫害（水晶の夜）の一環としてビューディンゲンやデューデルスハイムのナチス信奉者（および突撃隊）で構成された暴徒がシナゴーグに殺到し、窓ガラスを粉砕し、カーテンに火をつけた。テーブル、長椅子、聖書台、その他の調度は荒らされ、車に積み込まれ、広場に運ばれて、群衆が歓呼する中で焼却された。デューデルスハイムに住んでいたユダヤ住民の家はこじ開けられ、荒らされ、一部では略奪も行われた。ある55歳の人物はトイレから引きずり出され、糞尿をかけられ、52歳の弟と共に殴り倒され、足蹴にされながら市庁舎まで追い立てられた。この兄弟はそこで頭に袋をかぶせられ箒を手に踊ることを強要された。別の51歳の人物は2人のデューデルスハイム住民によって拉致され、その間誰かがうなじの上に馬乗りになっていた。ユダヤ住民はその後市庁舎ホールに連れて行かれ、罵倒され、嘲笑された。何人かはロープを首に巻かれ、粉袋を頭にかぶせられ、窓から群衆にさらされた。古い市庁舎に取り付けられた真鍮板は、こうしたビューディングのユダヤ人の運命を記念している。「死者を回想し、生者を戒めるために – 国家社会主義者の独裁により生存の基盤を奪われ、迫害され、殺害されたビューディンゲン社会のユダヤ人構成員を思い出し、肝に銘じるために – 私たちは、ビューディンゲンのすべてのユダヤ人の痛みを嘆き悲しむ。」
ライナー・バーユスのテキストは、ビューディンゲンおよびその市区におけるナチスの強制労働をテーマとしている。このテキストは、ビューディンゲンの歴史パンフレットで公表されている。
ビューディンゲンには、ヴェッテラウ – マイン – タウバー陣地群（リトル・ジークフリートライン）に属す19基のトーチカがあった。このうち 18基は戦後アメリカ軍によって爆破された。唯一、アム・ハインにトーチカが遺されている。

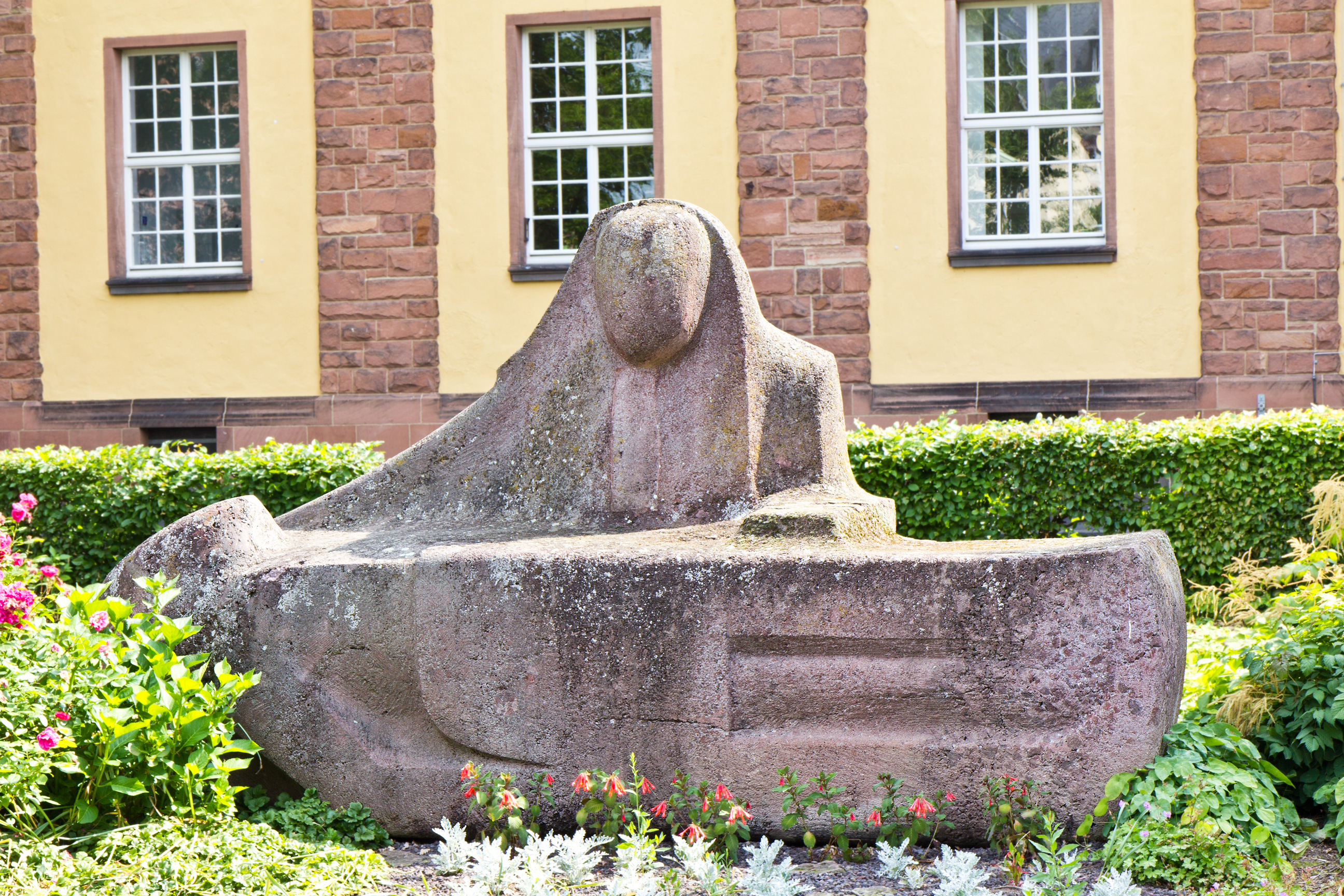
ディーター・バフラートが制作した第二次世界大戦の犠牲者記念碑

1960年4月15日に、マールブルクの彫刻家ディーター・パフラートが制作した第二次世界大戦の犠牲者記念碑が除幕された。この記念碑は、現在のマックス＝ハルバーシュタット公園内の市立学校の前に建てられ、善良な市民に対する戦争の非人道的暴力、戦場での犠牲者、故郷から追放された人々、戦争捕虜収容所、政治犯収容所、強制収容所で戦中・戦後に死の恐怖に苦しめられた人々を追想している。パフラートはこの記念碑が戦没した兵士だけでなく、戦争の犠牲者すべてを記念していることを強調している。戦没兵士のための別の記念碑が、民間主導でビューディンゲン墓地に建てられており、ここには戦没したビューディンゲンの兵士の名前が列記されている。

### 1972年の地域再編
1972年のヘッセン州の地域再編は、ビューディンゲンでは「他国の行政機構による地方自治の特別授業」（フォルクマール・シュタイン）と認識された。SPD主体の州政府の連携パートナーであるFDP主導で行われた1970年からの改革は不自然なものであった。目標は、郡と自治体の数を大幅に削減することであった。
市町村再編: 自由意思に基づく合併の結果、1971年11月26日にアルトヴィーデルムス、アウレンディーバッハ、ビューヒェス、カルバッハ、ディーバッハ・アム・ハーク、ドゥーデンロート、エッカーツハウゼン、ローアバッハ、ミヒェラウ、オルレスハウゼン、リンダービューゲン、ロールバッハ、フォンハウゼン。ヴォルフ、ヴォルファーボルンの境界変更協定が締結された。デューデルスハイムの代表委員会は、7票対6票でビューディンゲンとの交渉を打ち切りを決定した。1971年12月13日に市の運営委員会はミッテルグリュンダウと協定を結んだ。州政府は、1971年12月21日にアルトヴィーデルムス、ミヒェラウ、ミッテルグリュンダウ、ヴォルファーボルンとの協定を「現在進行中の計画的調整に鑑み」差し戻した。州政府は、アルトヴィーデルムスはロネブルクへ、ミッテルグリュンダウはグリュンダウへ、ミヒェラウとヴォルファーボルン（およびゲルンハール）はケーフェンロートに合併することを目論んでいた。1972年7月11日に制定され、1972年8月1日に発効した法律によって、ヴォルファーボルンと（自治体代表の意に反して）デューデルスハイムはビューディンゲンに合併された。ミッテルグリュンダウの合併相手に関する訴えは、後に行政裁判所で退けられた。
郡域再編: ビューディンゲン郡の廃止を伴う郡域再編は、地元関係者の激しい抵抗と厳しい抗議をもたらした。現在の郡割りの決定は、州議会のFDP議員団の1971年8月28日の構想に基づいている。ビューディング市は、フリートベルク郡への編入を圧倒的多数で否決し、ハーナウ郡への編入に賛成票を投じた。編入協定は、1972年4月19日にビューディンゲンで署名された。ヘッセン州議会は、上記の決定を無視した1972年7月11日の再編成に関する法律によって、1972年8月1日の発効により現在の郡構成を構築した。

## 住民

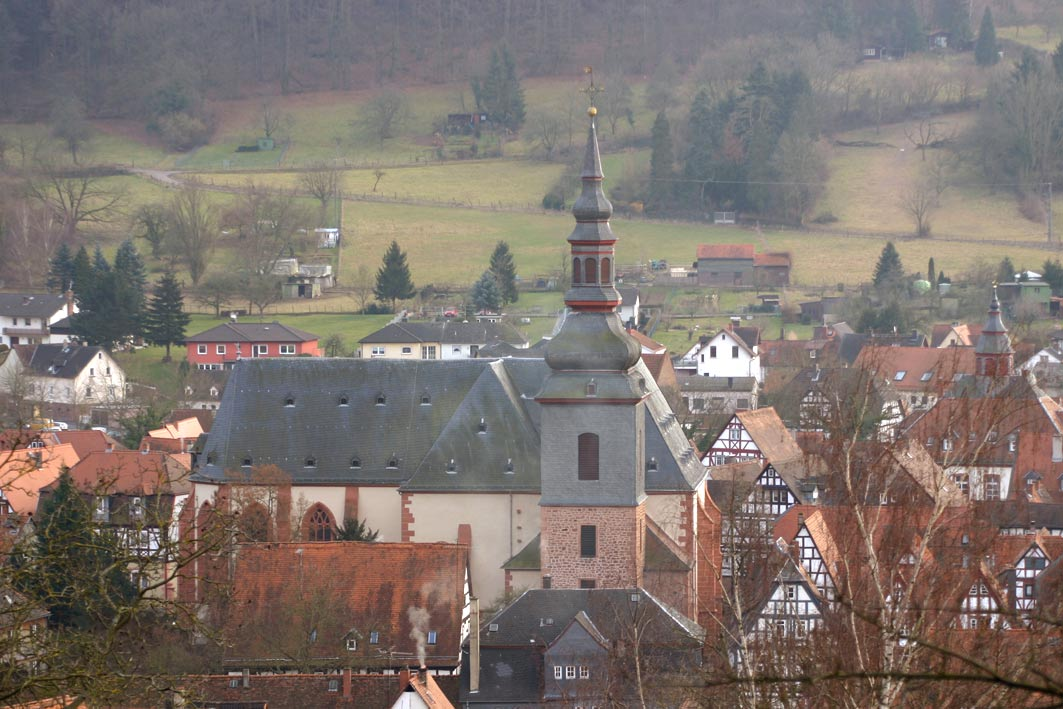
ビューディンゲンのマリエン教会

### 宗教
すべての市区を含め、人口の 57.9 % が福音主義、13.9 % がローマ＝カトリック、28.2 % がその他の宗教の信者もしくは無宗教者である。

## 行政

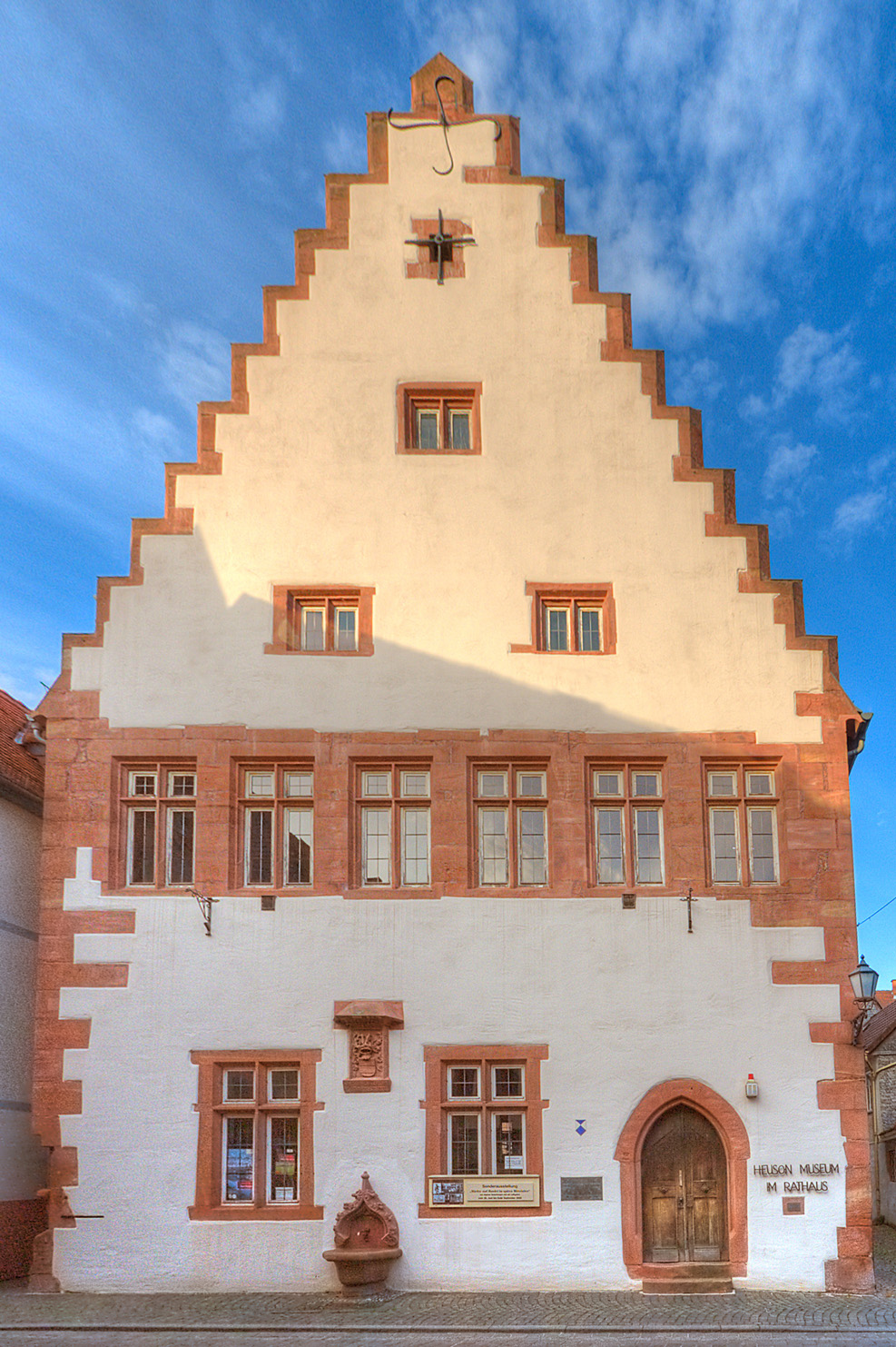
市議会の議場が入る旧市庁舎

2011年3月27日の選挙以降、ビューディンゲンの市議会は 37議席で構成されている。

### 市長
ビューディンゲン市長のエーリヒ・シュパーマー (FWG Büdingen) は、2003年10月12日の選挙で 58.5 % の票を獲得して市長に初当選した。この選挙の投票率は 51.0 % であった。彼は、2009年9月27日の選挙で 56.3 % の票を獲得して再選された。この選挙の投票率は 71.7 % であった。

### 市の紋章
図柄: 金地に、紋章を横切る赤い胸壁。壁には黒い門と金の落とし戸。その背後に2層の赤い塔がそびえている。上層には銀地に2本の黒い横帯の紋章が掲げられ、同様の、ただし黒帯が銀の吹き流しに接する形の旗が塔の両側に2本立てられている。この塔の両側に2本の胸壁を戴いた単層の赤い塔が建っている。この塔には、中央の塔の下層と同様に銃眼が開いている。
この市の紋章は市の印章を転用したもので、1982年12月13日にヘッセン州内務大臣によって認可された。
ビューディンゲンの「紋章動物」はカエルである。これは、中世の防衛施設前の堀にカエルが生息していたことに由来する。現在では、カエルは、ビューディンゲンの公共施設や民間施設、芸術作品に、様々なバリエーションで現れる。

### 姉妹都市

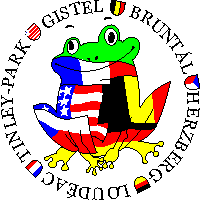
ビューディンゲンの姉妹都市のシンボルマーク

ビューディンゲン市は、ベルギー、フランス、チェコ、ルーマニア、アメリカ合衆国、ブランデンブルク州の都市と姉妹都市協定を結んでいる。
- ギステル（オランダ語版、英語版）（ベルギー、ウェスト＝フランデレン州）40年以上前から

地域再編以前から、現在市区の一つになっているアウレンディーバッハとベルギー、ウェスト＝フランデルン州ギステルとの間で姉妹都市協定が結ばれていた。
- ルデアック（フランス、コート＝ダルモール県）1983年5月28日

フランス、ブルターニュ地方のルデアックとビューディンゲンとの姉妹都市協定は、1983年5月28日に、当時の両市の市長イヴ・ローパーとエーバーハルト・バウナーによって締結された。

1982年にビューディンゲンの公式代表団がルデアックを訪問し、姉妹都市協定締結に向けた最初の交渉を行った。

この姉妹都市協定締結は、現在の生活にも影響を及ぼしている。毎年春にヴォルフガング＝エルンスト＝ギムナジウムとシューレ・アム・ドールベルクの学生は、ルデアックの学生と交換留学の機会がある。両都市間の公式な交流は、2年ごとの定期的なルデアックのブラデリー（ロースト・マーケット）訪問や、聖ニコラウスの週末の幼稚園訪問を行っている。
- ティンリーパーク（アメリカ合衆国、イリノイ州）1989年10月

アメリカ合衆国イリノイ州のティンリーパークとビューディンゲンの姉妹都市関係は、侯子フェルディナント・ツー・イーゼンブルク・ウント・ビューディンゲンとビューディンゲンに駐在していたパトリック・E. レア大尉との交友関係に基づいている。

1986年にティンリーパークからの派遣団がビューディンゲンを訪れた。市の運営委員会は1988年に公式に姉妹都市協定を結んだ。1989年9月に 148人のビューディンガー市民が、ビューディンゲン消防音楽隊とともに 2週間、ティンリーパークを訪問し、姉妹都市関係を強固なものにした。2006年にも大規模な訪問団がこの姉妹都市を訪れている。
- ヘルツベルク (エルスター)（ドイツ語版、英語版）（ドイツ、ブランデンブルク州）1990年9月27日

ブランデンブルクのヘルツベルク福音主義教会とビューディンゲン福音主義教会は、東西ドイツの壁が崩壊する何年も前から交流を行ってきた。

1990年に市長のエーバーハルト・バウナーと市議会代表者のヴィルヘルム・クレルが率いるビューディンゲン市の公式代表団が最初の交渉を行うためヘルツベルク市を訪問した。ドイツ再統一が決定する前であったが、ヘルツベルクで姉妹都市協定は署名された。
- ブルンタール（チェコ語版、英語版）（チェコ、モラヴィア・スレスコ州）2001年4月28日

旧ブルンタール郡はヴェッテラウ郡のモラヴィア・スレスコ州に位置する姉妹郡であった。1999年に当時のブルンタール市長ペトル・クレイチーが姉妹都市を探していた時、郡長のグナードルを介してビューディング市にコンタクトがあった。

2000年4月、市長ベルント・ルフトが率いるビューディンゲン市の公式代表団がブルンタールを訪問した。その後すぐに市議会で適切な決議がなされた。100人以上の参加者からなるビューディンゲンのグループが2001年4月末にBruntál を訪れた。
- セベシュ（ルーマニア、アルバ県）2007年

ビューディンゲンの市区ミヒェラウ、ヴォルファーボルン、リンダービューゲン、フォンハウゼンとセベシュとの将来姉妹都市関係を結ぶための最初の接触を行った。

## 経済と社会資本

### 交通

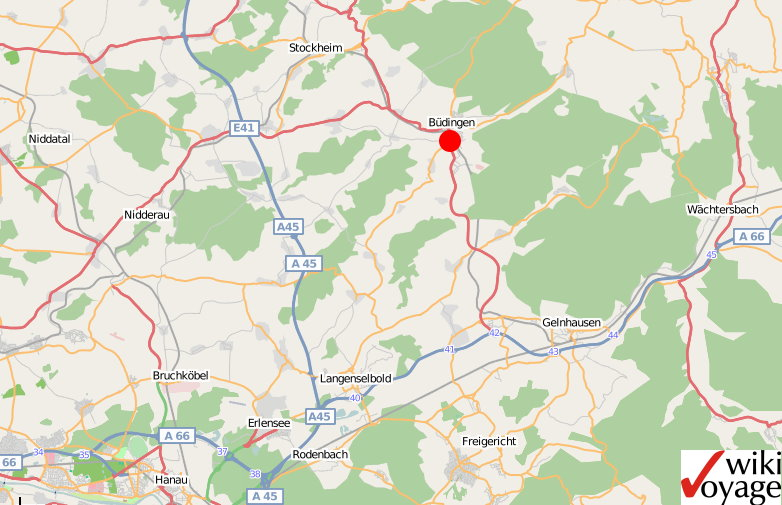
ビューディンゲンの幹線道路。青線がアウトバーン、赤線が連邦道。

#### 道路交通
本市は、アウトバーン A66号線グリュンダウ＝リープロス・インターチェンジ経由または A45号線アルテンシュタット・インターチェンジ経由でアウトバーン網に接続している。南西部に位置する市区はこの他に2007年に建設されたハンマースバッハ・インターチェンジ（A45号線）も利用できる。
ビューディンゲンは連邦道 B457号線および B521号線沿いに位置している。前者はギーセンからニッダを経由して A66号線のグリュンダウ＝リープロス・インターチェンジに至る。その過程でビューヒェスおよびビューディンゲンを抜け、ロールバッハ、アウレンディーバッハ、フォンハウゼンの近くを通る。連邦道 B521号線はビューヒェスを起点としてデューデルスハイムを通り、アルテンシュタットおよびニッデラウを経由してフランクフルト・アム・マインに至る。交通量が多く、道路が一部大変に狭くなっているため、ビューディンゲン、ビューヒェス、オルレスハウゼンを迂回するバイパス道路が以前から必要とされていた。そのルートについては検討がなされている

#### 鉄道交通
ビューディンゲンは、ギーセンからニッダを経由してゲルンハウゼンに至るラーン＝キンツィヒ鉄道沿いに位置している。駅は中核市区（ビューディンゲン (オーバーヘス) 駅）とビューヒェス（ビューヒェス＝デューデルスハイム駅）にある。両方面に 60分間隔で列車が発着し、ラッシュ時には 30分ごとに列車が運行される。ギーセンへは 75分、ゲルンハウゼン乗換でフランクフルト・アム・マインまでは 55分で到着する。
ラーン＝キンツィヒ鉄道は、ニッダ（レギオナルバーン/レギオナルエクスプレス 32、フランクフルト/フリートベルク方面）やグラウブルク＝シュトックハイム（レギオナルバーン/レギオナルエクスプレス 34 フランクフルト/バート・フィルベル方面）で乗り換えることもできる。

#### バス交通
ビューディンゲン駅前では、アルテンシュタット、ゲーデルン、オルテンベルク、ケーフェンロート、ロネブルク、ハンマースバッハ、ショッテン＝ジッヒェンハウゼン、ショッテン＝ホーエローツコプフ、フリートベルクなどの周辺地域行きの11のバス路線が接続する。374系の路線は、早朝や夜遅くにゲルンハウゼン駅、グラウブルク駅、ニッダ駅を結ぶ、鉄道路線の補完という特別な役割を担っている。特に週末には、夜間の運行プランを強化している。この他にビューディンゲンとアルテンシュタットとの間に、予め電話で依頼するデマンドバスがある。バスの運行時間はアルテンシュタット駅の鉄道運行時間に合わせられており、これにより夕方から夜間のフランクフルト・アム・マインへの往来が可能となる。さらに5月初めから10月末までの週末および祝日に、フォーゲルスベルガー・フルカン＝エクスプレス (VB-94) がホーエローツコプフからビューディンゲンに出発する。自転車キャリーを備えており、駅での発着時間は鉄道に合わせられているため、主に観光目的に利用されている。2013年1月14日以降、市バス FB-46 系統も運行を再開した。

#### その他の交通
最寄りの国際空港はフランクフルトにあり、自動車で 30 - 40 分で到着できる。1959年から2007年まで市の西端にアメリカ軍のヘリコプター飛行場があった。この飛行場は、わずか 100 m ほど南東に位置するアームストロング兵舎に属していた。

### 地元企業
- ビューディンゲンに本社を置くアキュムラトーレンファブリーク・ゾンネンシャイン GmbH は、1957年から1982年まで、後に連邦郵政通信大臣となったクリスティアン・シュヴァルツ＝シリングが代表を務めていた。この企業は2000年以後 Exide GmbHに、従って Exide Corporation に属している。かつてのゾンネンシャイン GmbHも、現在の Exide テクノロジー GmbH も依然ビューディンゲンの最大で最重要の雇用主である。
- カラー・ケミー・ドルックファルベン GmbH は1980年に設立された。その製品は水性の染料やラッカーである。ドイツにおける段ボール用塗料のシェアは約 60 % を占める。カラー・ケミーはボン、オーストリア、フランス、ポーランドに子会社や支店を有している。
- レーダー・ツェルトジステーメ・ウント・ゼルヴィース AG。天幕システムの製造、販売、レンタル会社
- VR バンク・マイン＝クンツィヒ＝ビューディンゲンは、ビューディンゲンに本社を置いている。

### 公共機関

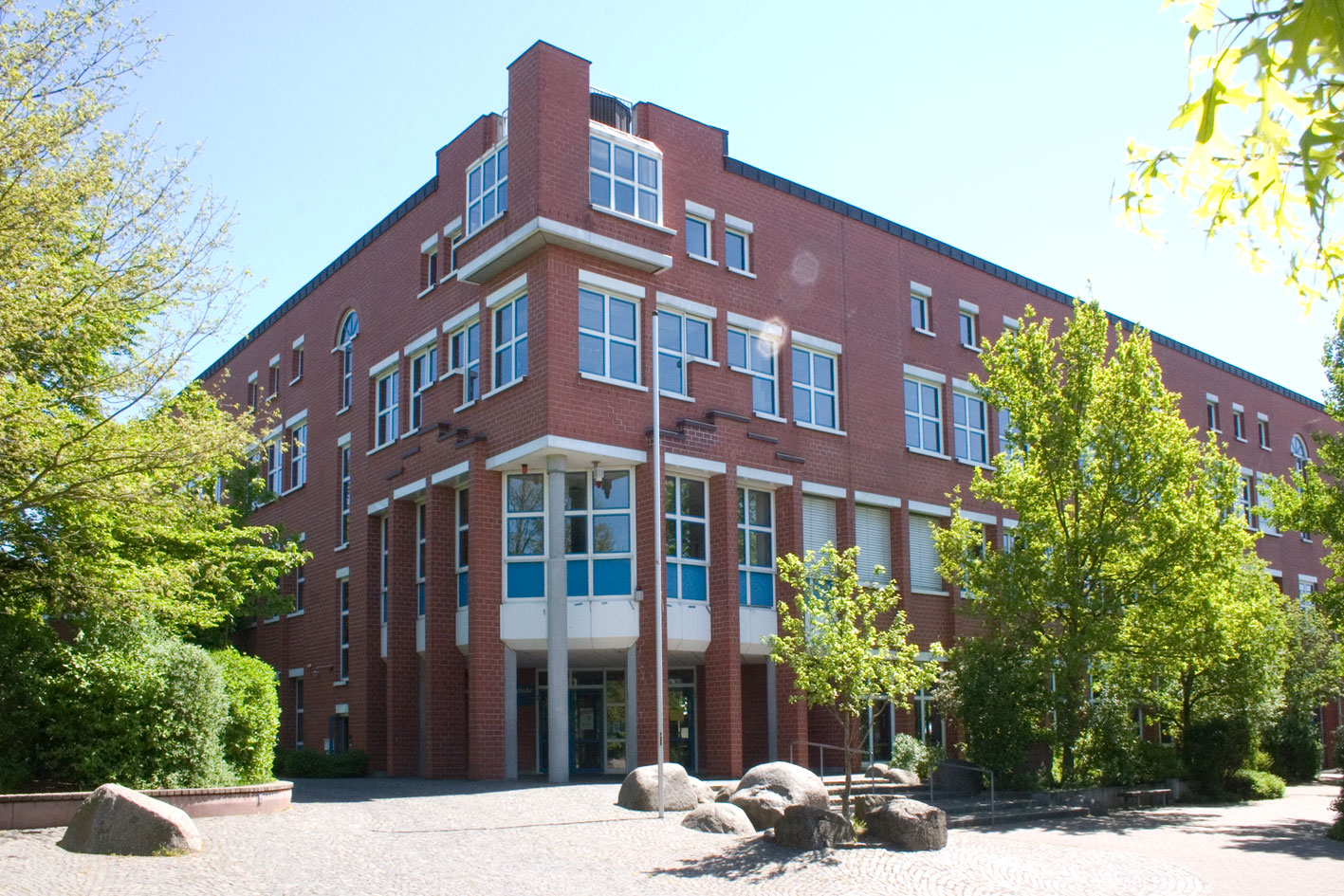
ヴォルフガング＝エルンスト＝ギムナジウム

#### 教育機関
- ヴォルフガング＝エルンスト＝ギムナジウム
- アム・ドールベルク本課程・実科学校
- 職業学校
- 経済学、経営学、経済情報学の職業高等専門学校
- 基礎課程学校
- ビューディンゲン＝フォンハウゼンのストレスフライ学習支援センター（LFZ ストレスフライ）

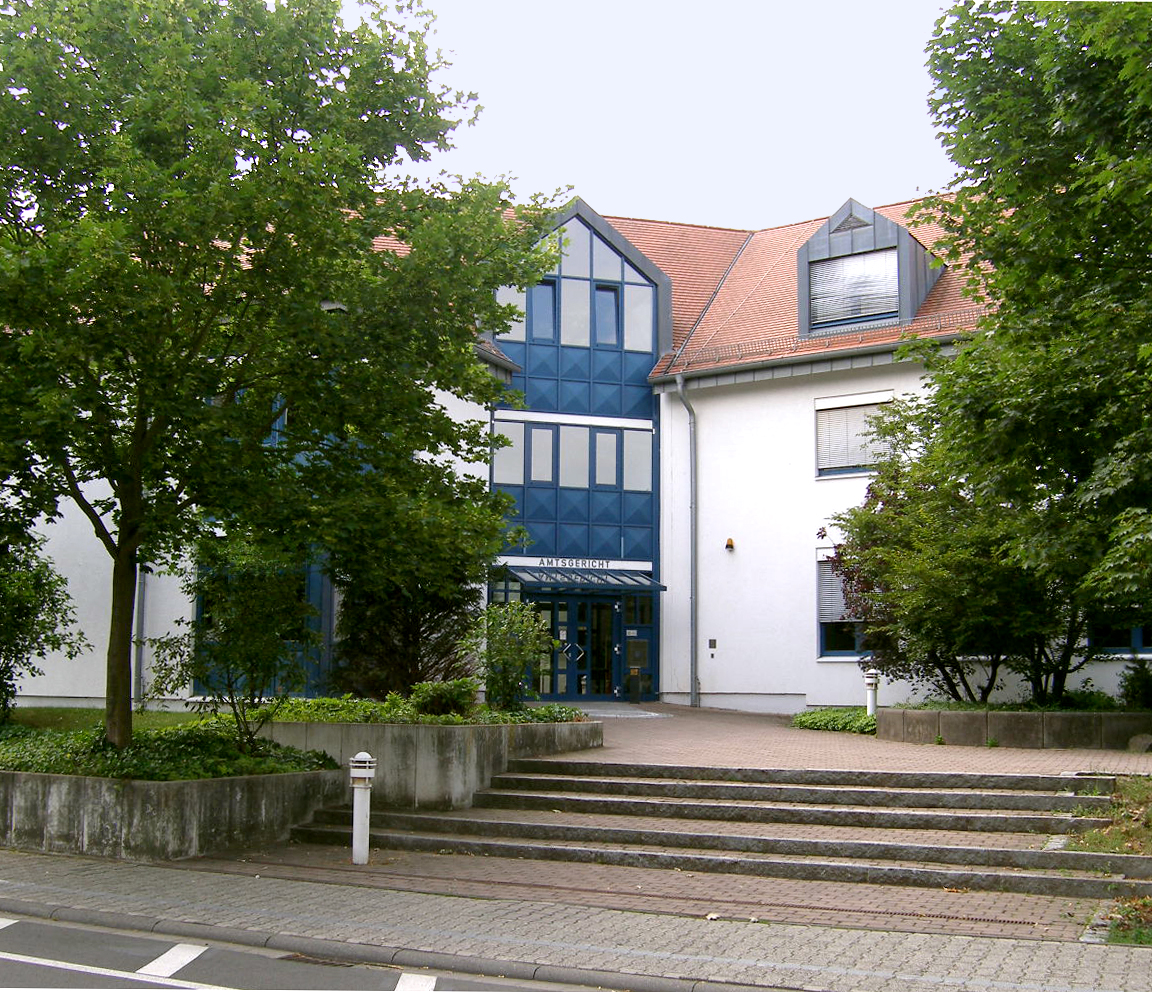
ビューディンゲン区裁判所

#### 官公庁
- 郡役場（ヴェッテラウ郡委員会）の支所
- 土地登記所
- ビューディンゲン区裁判所
- 警察署

#### レジャーおよびスポーツ施設

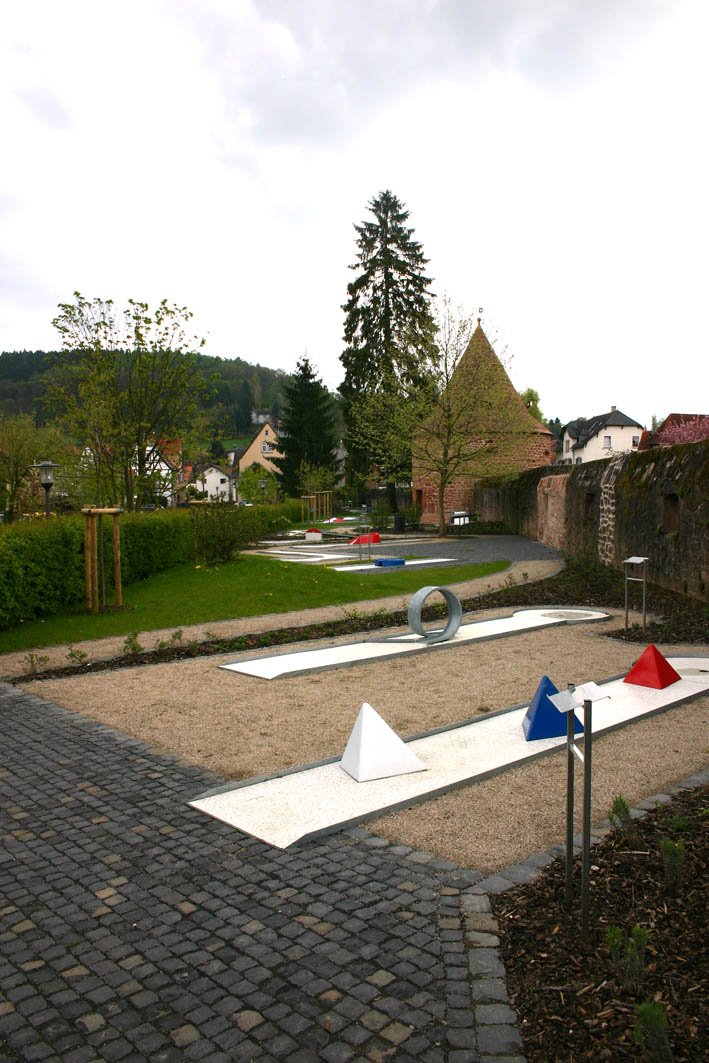
ミニゴルフ場

- 4万点以上のメディア、書籍、CD、DVD を収蔵する市立図書館。
- 2つの水泳用プールと飛び込み台のある飛び込み用プール、子供用プールをもつ屋外プール施設。ここにはさらにウォータースライダーやビーチバレーコートもある。
- ドールベルクの体育館。ここでは主にハンドボール、バスケットボール、バレーボールが行われている。
- 市立グラウンド (SG 05 ビューディンゲン）。シンダートラックと15種目に対応したグラウンド。
- ヴィリー＝ツィンカン＝ハレ。ここでは定期的にコンサート、コメディ、その他の娯楽イベントが行われる。
- テニスクラブ SW ビューディンゲン e.V. の 5面のクレーコート
- 猟獣園
- 城館公園のクナイプ施設
- ビーチバレーボールコート
- ミニゴルフ場
- ビューディンゲン射撃会の射撃競技場。空気銃、小口径銃、大口径銃用の 58の射撃スタンドがある。
- ビューディンゲンは、フルカン自転車道に面している。このコースは、ビューディンゲンからビューヒェス、デューデルスハイム、リーメスハインのハインヒェン集落を通ってアルテンシュタットに至る。

## 文化と見所

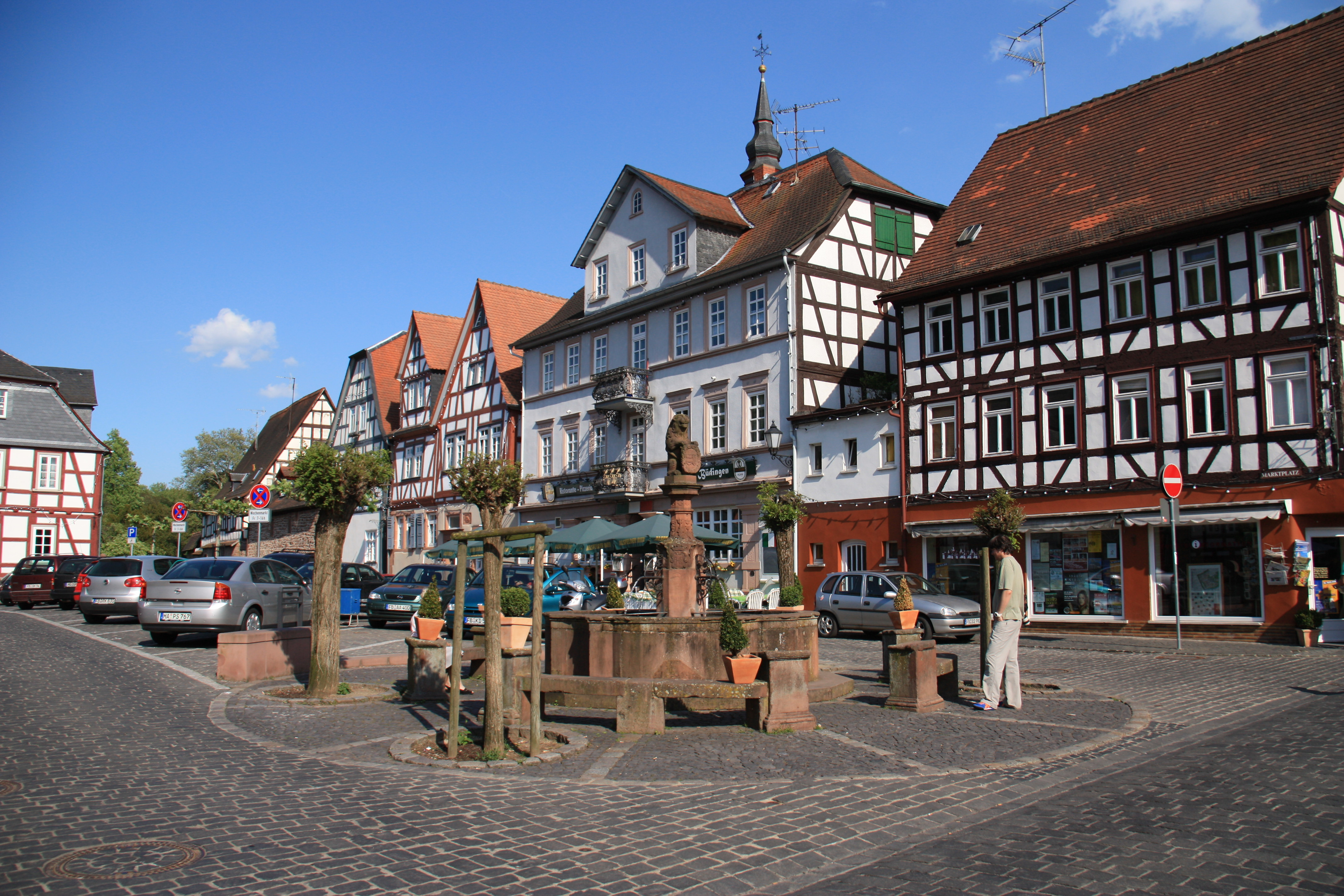
木組み建築が建ち並ぶビューディンゲンのマルクト広場

### 建築
ビューディンゲンはしばしばヘッセンのローテンブルクと称される。歴史的中核市区には、建築物があり、その一部は何百年も前のものである。その多くの 1階が重量感のある砂岩で建設されているのは、当時の火災から護るためであった。見所は、保存状態の良い中世の都市防衛施設であった。市壁、防衛塔、市門の大部分が保存されており、一部は人が歩いて通ることができる。ビューディンゲンはドイツ木組みの家街道に面している。
特に魅力的なのは、前に橋があるウンタートーア（イェルサレルム門とも呼ばれる）で、1503年に完成した。この門は、ルートヴィヒ伯の息子が巡礼の旅から帰った後にイェルサレムのシャーフス門のコピーとして建設されたと言い伝えられている。
ビューディンゲン城は、その中核部がシュタウフェン朝に遡る水城で、16世紀に現在の外観となった。ビューディンゲン領主時代の施設からすでに城館と呼ばれていた。現在でもこの城にはイーゼンブルク・ウント・ビューディンゲン侯の家族が住んでいる。
城館の外郭部には訪問者が自由に立ち入ることができる。建物自体はガイド付きツアーで見学することができる。城館のすぐ裏には広い公共の城館公園であり、現在はビューディンゲン住民の憩いの場として利用されている。
本市の最も古い家屋がシュタイネルネス・ハウスである。この建物は他の木組み建築とは異なり完全な石造建築である。この建物は城塞風の壁を有しており、ミュール門の重要な橋のたもとを防衛する役割を担っている。この建物は都市防衛施設と一体化した要素の一つとなっている。
この街で最も古いルネサンス建築がオーバーホーフである。16世紀の桶職人の老朽化した家は、2013年に侯領時代からの文書を収めた文書館として利用されるようになった。
歴史的市庁舎は、ビューディンゲン市場の中心であり、屋内市場や舞踏場、遊技場として使われ、上層は重罪裁判所として使われた。現在は「ホイゾン博物館」が入居しており、市議会の議場として利用されている。

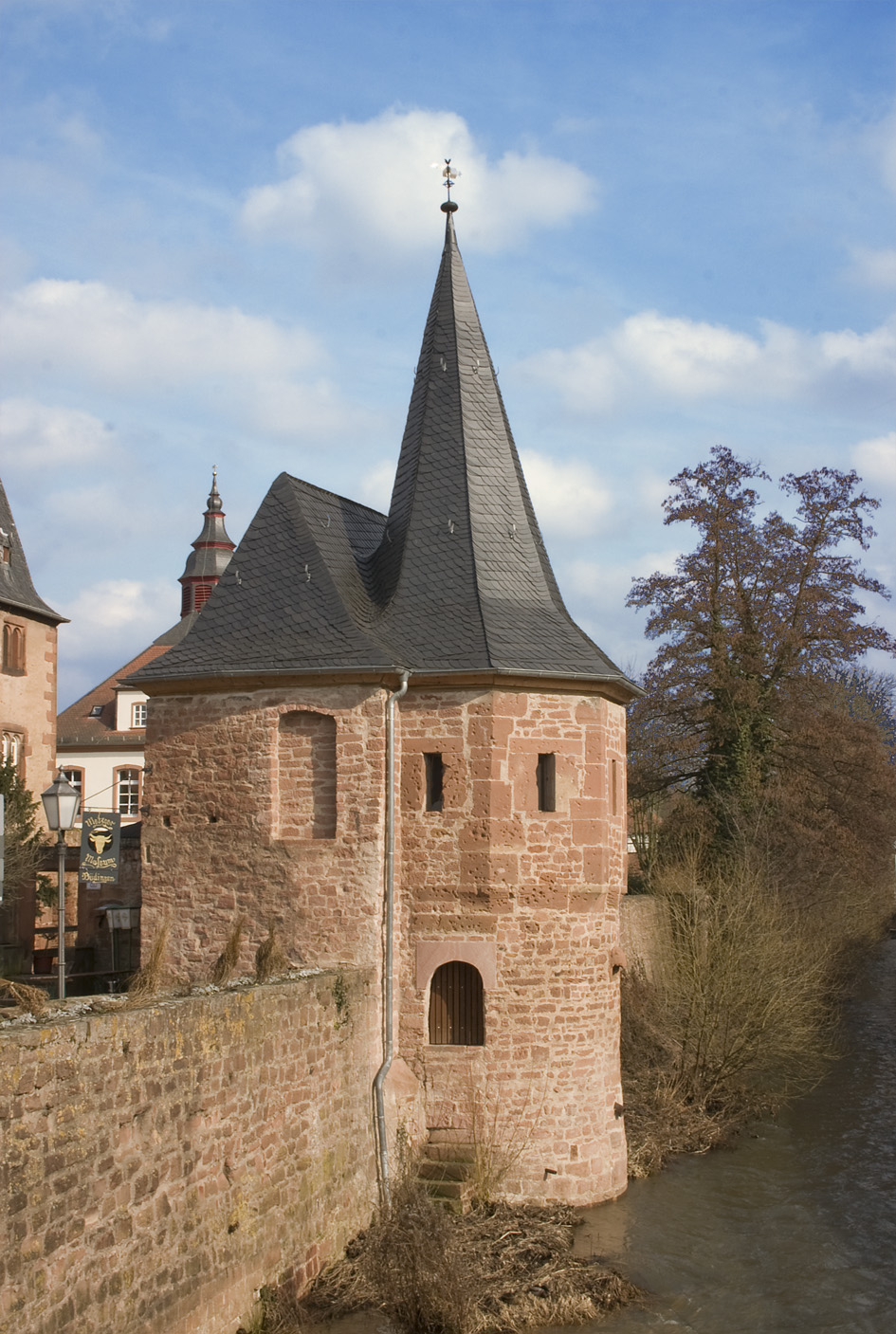
肉屋博物館が入居しているシュラークハウス

- ビューディンゲン城
- シュタイネルネス・ハウス
- オーバーホーフ

### 博物館
- ホイゾン博物館は1485年建造の歴史的な市庁舎内にある。テーマはビューディンゲンの歴史、ローマ時代および中世の出土品、歴史的な手工芸品である。
- ビューディンゲン城館博物館
- オーバーホーフの建築模型博物館
- 50年代博物館
- ウンタートーアのザントローゼン博物館
- シュラークハウスの肉屋博物館

### 年中行事
- 謝肉祭の日曜日には、伝統的にウンタートーアで「都市の攻略」が行われる・
- ビューディンゲン射撃会 1353 のハウプト・ウント・リッターシーセンが1535年から毎年、聖霊降臨祭に開催される。
- 旧市街祭は、毎年、聖霊降臨祭の日曜日に開催される。
- 中世祭は、2年に1度（文化の夜と交互に開催）、7月の第2週末に開催される。
- ラントパルティー（郊外へのピクニック）は、9月の第2週末に開催される。
- ガルスマーケットは、9月の第4日曜日に旧市街で開催される。
- 演劇クラブ「アイネ・シュタット・シュピールト・テアター」は、ヘッセンの夏季休暇開始前に、オーバーホーフ文化センターの野外劇場で「夏のステージ」を、10月末にヴィリー＝ツィンカン＝ハレ（ビュルガーハウス）で「冬のステージ」を上演している。
- ビューディンガー・ヴァイフナハツツァウバー（直訳すると「ビューディンゲンのクリスマスの魔法」）は第2アドヴェントの週末に開催される。

## 人物

### 出身者
- ディーター・フォン・イーゼンブルク（1412年 - 1482年）マインツ大司教
- ヨハン・ザームエール・ケーニヒ（ドイツ語版、英語版）（1712年 - 1757年）数学者
- エルンスト・カジミール2世・ツー・イーゼンブルク・ウント・ビューディンゲン（1806年 - 1861年）イーゼンブルク＝ビューディンゲン侯
- ブルーノ・ツー・イーゼンブルク・ウント・ビューディンゲン（1837年 - 1906年）イーゼンブルク＝ビューディンゲン侯

### ゆかりの人物
- エラスムス・アルベルス（ドイツ語版、英語版）（1500年頃 - 1553年）神学者、宗教改革家、詩人
- ヘルマン・フォン・イーエリング（ドイツ語版、英語版）（1850年 - 1930年）医師、動物学者、古生物学者
- クリスティアン・シュヴァルツ＝シリング（ドイツ語版、英語版）（1930年 - ）ボスニア・ヘルツェゴビナ上級代表、連邦郵政大臣、連邦議会議員

## 関連図書
- Karl Heusohn, Peter Niess: Büdingen – seine Geschichte und Denkmäler. Büdingen 1927.
- Geschichtsverein Büdingen (Hrsg.): Kreis Büdingen, Wesen und Werden. Büdingen 1956.
- Karl Winter: Büdingen. München 1966.
- Baudenkmale in Hessen, Wetteraukreis I (Denkmaltopographie Bundesrepublik Deutschland). Braunschweig/ Wiesbaden 1982, ISBN 3-528-06231-2, p. 69.
- Jürgen Ackermann: Verschuldung, Reichsdebitverwaltung, Mediatisierung. Eine Studie zu den Finanzproblemen der mindermächtigen Stände im Alten Reich. Das Beispiel der Grafschaft Ysenburg-Büdingen 1687–1806. (= Schriften des Hessischen Landesamtes für geschichtliche Landeskunde. 40). Marburg 2002, ISBN 3-921254-93-0.
- Hans-Velten Heuson: Büdingen – Gestern und Heute: Arbeiten zur Geschichte der Stadt und ihres Umfeldes (1300–1945). Aufsatzsammlung von Hans-Velten Heuson. Zum 75. Geburtstag des Autors gesammelt und herausgegeben von Volkmar Stein. Büdingen 2004.
- Volkmar Stein: Büdingen : Ein Versuch zur Geschichte der Stadt. Geschichtswerkstatt Büdingen, Büdingen 2011, ISBN 978-3-939454-63-2.
- Willi Luh: Zur Geschichte und Kultur der Juden in Büdingen. Büdinger Geschichtsverein, Büdingen 2013, ISBN 978-3-939454-76-2.

これらの文献は、翻訳元であるドイツ語版の参考文献として挙げられていたものであり、日本語版作成に際し直接参照してはおりません。

## 引用
1. ↑  Hessisches Statistisches Landesamt: Bevölkerung in Hessen am 31.12.2023 (Landkreise, kreisfreie Städte und Gemeinden, Einwohnerzahlen auf Grundlage des Zensus 2011)]
2. ↑  Max Mangold, ed (2005). Duden, Aussprachewörterbuch (6 ed.). Dudenverl. p. 222. ISBN 978-3-411-04066-7
3. ↑  Matt Millham: DOD lists closing dates for 31 Germany bases, Stars and Stripes 2007年7月12日付け（2015年7月8日 閲覧）
4. ↑  Rolf Schulte: Hexenmeister. Frankfurt am Main, 2000, p. 72.
5. ↑  Büdingen: Hexen rehabilitiert, Frankfurter Rundshau 2012年10月17日付け（2015年7月8日 閲覧）
6. ↑  Opfer von Hexenprozessen - Anton Praetorius（2015年7月8日 閲覧）
7. ↑  Anton Praetorius（2015年7月8日 閲覧）
8. ↑  Buch: Ich Kämpfe : Der alten Garde des Führers zum 10. Jahrestag der Machtergreifung am 30. Januar 1943. Hrsg. Hauptkulturamt, Zentralverlag der NSDAP, 1943.
9. ↑  Rainer Heß (Pfarrer): Unbewältigte Vergangenheit. – Die jüdischen Mitbürger in der Zeit der nationalsozialischen Verfolgung (1933–1945). In: Chronik Düdelsheim – 792–1992. 1991.
10. ↑  Matthias Schneider: Little siegfried-line: Die Geschichte der Wetterau-Main-Tauber-Stellung. S. Roderer Verlag, Regensburg 1997, ISBN 3-89073-169-4.
11. 1 2  Gesetz zur Neugliederung der Landkreise Büdingen und Friedberg（2015年7月9日 閲覧）
12. ↑  ヘッセン州統計局: 2011年3月27日のビューディンゲン市議会議員選挙結果（2015年7月10日 閲覧）
13. ↑  ヘッセン州: 2003年10月12日のビューディンゲン市長選挙結果（2015年7月10日 閲覧）
14. ↑  ヘッセン州統計局: 2009年9月27日のビューディンゲン市長選挙結果（2015年7月10日 閲覧）
15. ↑  Partnerstädte - Gistel in Belgien（2015年7月11日 閲覧）
16. ↑  Partnerstädte - Loudéac in Frankreich（2015年7月11日 閲覧）
17. ↑  Partnerstädte - Tinley Park in den USA（2015年7月11日 閲覧）
18. ↑  Partnerstädte - Herzberg in Deutschland（2015年7月11日 閲覧）
19. ↑  Partnerstädte - Bruntal in Tschechien（2015年7月11日 閲覧）
20. ↑  Partnerstädte - Sebeş in Rumänien（2015年7月11日 閲覧）
21. ↑  Ortsumgehung Orleshausen: Chance für neues Konzept?, Kreis-Anzeiger 2014年2月19日付け（2015年7月11日 閲覧）
22. ↑  Vogelsberger Vulkan-Express（2015年7月11日 閲覧）
23. ↑  Akten in Baufälligem Bandhaus. In: FAZ. 5. Januar 2013, S. 51.